# Rising Sun (yacht)
Pour les articles homonymes, voir Soleil levant.
Le Rising Sun est un yacht de luxe dessiné par Jon Bannenberg et construit par les chantiers allemands Lürssen. Mis à l'eau en 2004, il avait été commandé à l'origine par le PDG d'Oracle Corporation, Larry Ellison. Son entreprise est spécialisée dans les systèmes de gestion de bases de données. Considérant finalement le yacht trop grand pour ses besoins, Larry Ellison le revend en 2010 à David Geffen, l'un des créateurs de DreamWorks SKG, préférant acquérir le "plus modeste" Musashi de 87,8m.
L'architecture navale a été confiée à Lürssen Yachts et le design extérieur conçu par Jon Bannenberg et l'intérieur par Seccombe Design.
Le Rising Sun subit un retrofit en 2007.
En 2013, le Rising Sun détient le titre du douzième plus grand yacht privé du monde, avec ses 138,40 m de long.

## Caractéristiques
Sa coque est en acier et sa superstructure en aluminium, avec une largeur de 18,50 m et un tirant d'eau de 4,90 m.
Motorisé par 4 moteurs diesel MTU 20V 8000 M90 développant chacun 12 230 ch, ces derniers propulsent le Rising Sun à une vitesse maximum de 28 nœuds (51,8 km/h) et une vitesse de croisière de 26 nœuds (48,2 km/h) au moyen de 4 hélices.
Il dispose de quatre-vingt-deux pièces réparties sur cinq étages constituant une surface habitable supérieure à 8 000 mètres carrés. Parmi celles-ci on y trouve notamment une salle de sport, une salle de cinéma à écran plasma géant, une cave à vin et de nombreuses salles de bains à jacuzzi.
Une particularité est qu'il est équipé d'un terrain de basket-ball qui sert également d'héliport si nécessaire.
En novembre 2014, la partie arrière du navire fut entièrement redessinée afin d'accueillir une immense piscine en carbone. Les travaux ont été réalisés par Compositeworks aux chantiers navals de La Ciotat.
Il a repris la mer en décembre 2014.